# Nativité-de-la-Vierge (Aix-en-Othe)

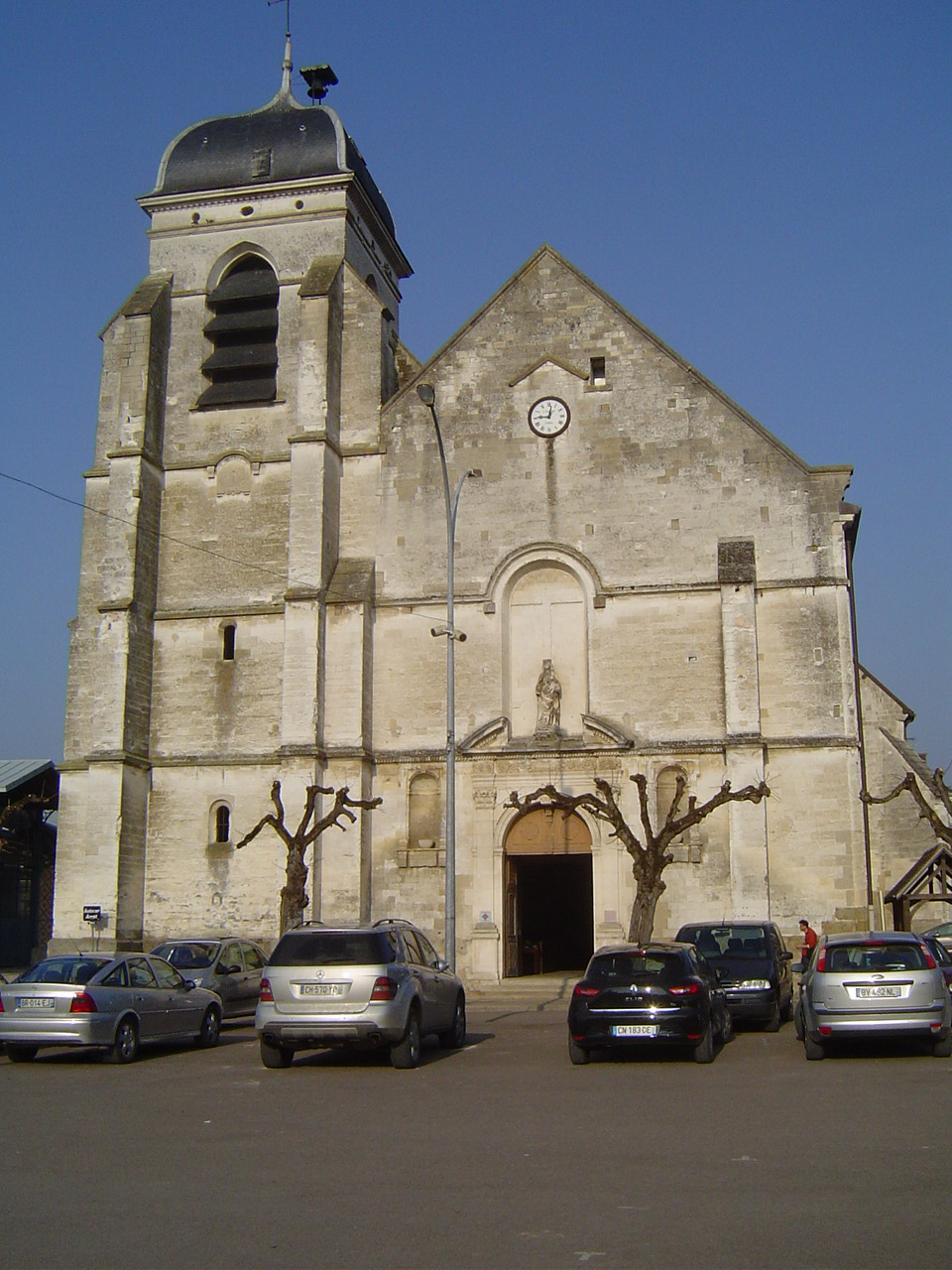
Kirche Nativité-de-la-Vierge in Aix-en-Othe

Die römisch-katholische Pfarrkirche Nativité-de-la-Vierge (deutsch Mariä Geburt) in Aix-en-Othe, einer ehemaligen französischen Gemeinde im Département Aube in der Region Grand Est, wurde im 16./17. Jahrhundert errichtet. Die Kirche ist seit 1980 als Monument historique klassifiziert.

## Geschichte
Die heutige Kapelle St-Avit inmitten des Friedhofs war der erste Kirchenbau in Aix-en-Othe. Die neue Pfarrkirche Nativité-de-la-Vierge wurde in den Jahren 1580 bis 1620 im Ortskern errichtet. Das Kirchenschiff und der Turm wurden 1678 bis 1680 vergrößert.